# برد هریس
برد هریس (انگلیسی: Brad Harris؛ زادهٔ ۱۶ ژوئیهٔ ۱۹۳۳) بازیگر اهل ایالات متحده آمریکا است.
از فیلم‌های او می‌توان به هیولای پُرشهوت، شب‌های پرحرارت پوپیا و رتلر کید اشاره کرد.